# Železniční trať Chlumec nad Cidlinou – Trutnov
Železniční trať Chlumec nad Cidlinou – Trutnov (v jízdním řádu pro cestující označená číslem 040) je jednokolejná železniční trať, jeden z úseků celostátní dráhy. Vede z Chlumce nad Cidlinou do Trutnova přes Ostroměř, Starou Paku, Martinice v Krkonoších a Kunčice nad Labem. Na trati se nachází jeden tunel. 

## Historie
„List povolení Františka Josefa I. ze dne 8. září 1868 daný ku stavbě a užívání železnice lokomotivní nazvané Rakouské železnice severozápadní, kteráž půjde (kromě jiných drah) z příhodného místa železnice Kolínsko-Mladoboleslavské do Trutnova. Koncesionáři zavazují se, že počnou stavěti v šesti měsících a dokonají stavbu i zavedou veřejnou jízdu po ní ve čtyřech létech.“
Provoz z Chlumce do Ostroměře byl zahájen v roce 1870, v roce 1871 byla zprovozněna trať do Staré Paky a Kunčic. Trať z Kunčic do Trutnova byla zprovozněna v roce 1870.
Dráhu vlastnila a provozovala společnost Rakouská severozápadní dráha od prosince 1870 nebo června 1871 až do svého zestátnění 1. 1. 1908.
V roce 1900 byly podle tehdejšího jízdního řádu v provozu tyto stanice:
Chlumec, N. Bydžov, Smidary, Ohnišťany, Ostroměř, Lhota Šar., Lázně Bělohrad, Nová Paka, Stará Paka, Kruh, Jilemnice, Hennersdorf/Branná, Kunčice, Hostinné, Chotěvice, Pilníkov, Vlčice, Trutnov, Poříčí

## Provoz na trati
| období jízdního řádu                                        | číslo tratě a provozovaný úsek                                              | počet vlaků |
| ----------------------------------------------------------- | --------------------------------------------------------------------------- | --- |
| 1900                                                        | 61 Chlumec – Poříčí                                                         | 4 Os Chlumec – Stará Paka, 5 Os Stará Paka – Trutnov |
| 1921 léto                                                   | 150 Chlumec n. Cidl. – Trutnov – Poříčí u Trutnova                          | 1 R + 5 Os |
| 1928/29 zima                                                | 147 Chlumec n. Cidl. – Poříčí u Trutnova – Liebau (Libava)                  | 7 Os Chlumec n. Cidl. – Ostroměř, 6 Os Ostroměř – Kunčice n. Lab., 7 Os Kunčice n. Lab. – Trutnov |
| 1937/38 zima                                                | 125 Chlumec n. Cidl. – Lázně Bělohrad – Poříčí u Trutnova – Liebau (Libava) | 9 Os Chlumec n. Cidl. – Stará Paka, 1 R + 8 Os Stará Paka – Trutnov |
| 1944/45                                                     | 503c Chlumec n. Cidl. – Stará Paka – Martinice                              | 6 Os |
| 1944/45                                                     | 155f Ruhbank – Landeshut – Trautenau – Märzdorf                             | 7 Os Märzdorf – Petersdorf, 9 Os Petersdorf – Trautenau |
| 1945/46                                                     | 4 Chlumec n. Cidl. – Poříčí u Trutnova – Libava                             | 7 Os Chlumec n. Cidl. – Trutnov, 1 R Ostroměř – Trutnov, 1 R Stará Paka – Trutnov |
| 1959/60                                                     | 4 Chlumec n. Cidl. – Trutnov                                                | 11 Os Chlumec n. Cidl. – Smidary, 9 Os Smidary – Ostroměř, 1 R + 8 Os Ostroměř – Stará Paka, 2 R + 9 Os Stará Paka – Martinice v Krk., 2 R + 10 Os Martinice v Krk. – Trutnov |
| 1988/89                                                     | 040 Chlumec n. Cidl. – Trutnov                                              | 9 Os Chlumec n. Cidl. – Trutnov, + 1 R Ostroměř – Trutnov, + 1 Os Chlumec n. Cidl. – Smidary, + 1 Os Martinice v Krkonoších – Trutnov, + 1 Os Kunčice nad Labem – Trutnov |
| 2002/03                                                     | 040 Chlumec n. Cidl. – Trutnov                                              | 1 R + 17 Os Chlumec n. Cidl. – Nový Bydžov, 1 R + 9 Os Nový Bydžov – Ostroměř, 1 R + 8 Os Ostroměř – Nová Paka, 1R + 12 Os Nová Paka – Stará Paka, 1 R + 10 Os Stará Paka – Martinice v Krkonoších, 1 R + 11 Os Martinice v Krkonoších – Kunčice nad Labem, 1 R + 12 Os Kunčice nad Labem - Trutnov |
| 2012/13                                                     | 040 Chlumec n. Cidl. – Trutnov                                              | 8 Sp + 8 Os Chlumec n. Cidl. – Nová Paka, 8 Sp + 14 Os Nová Paka – Stará Paka, 8 Sp + 1 Os Stará Paka – Kunčice nad Labem, 8 Sp + 10 Os Kunčice nad Labem – Trutnov |
| Vysvětlivky R – rychlík, Sp – spěšný vlak, Os – osobní vlak |                                                                             | |

Od prosince 2024 zde měly být nasazeny jednotky řady 847.

## Navazující tratě

### Chlumec nad Cidlinou
- Železniční trať Velký Osek – Choceň
- Železniční trať Chlumec nad Cidlinou – Křinec

### Smidary
- zrušená železniční trať Smidary – Vysoké Veselí

### Ostroměř
- Železniční trať Hradec Králové – Turnov

### Stará Paka
- Železniční trať Pardubice–Liberec
- Železniční trať Mladá Boleslav – Stará Paka

### Martinice v Krkonoších
- Železniční trať Martinice v Krkonoších – Rokytnice nad Jizerou

### Kunčice nad Labem
- Železniční trať Kunčice nad Labem – Vrchlabí

### Trutnov hlavní nádraží
- Železniční trať Jaroměř–Trutnov
- Železniční trať Trutnov – Svoboda nad Úpou

## Stanice a zastávky

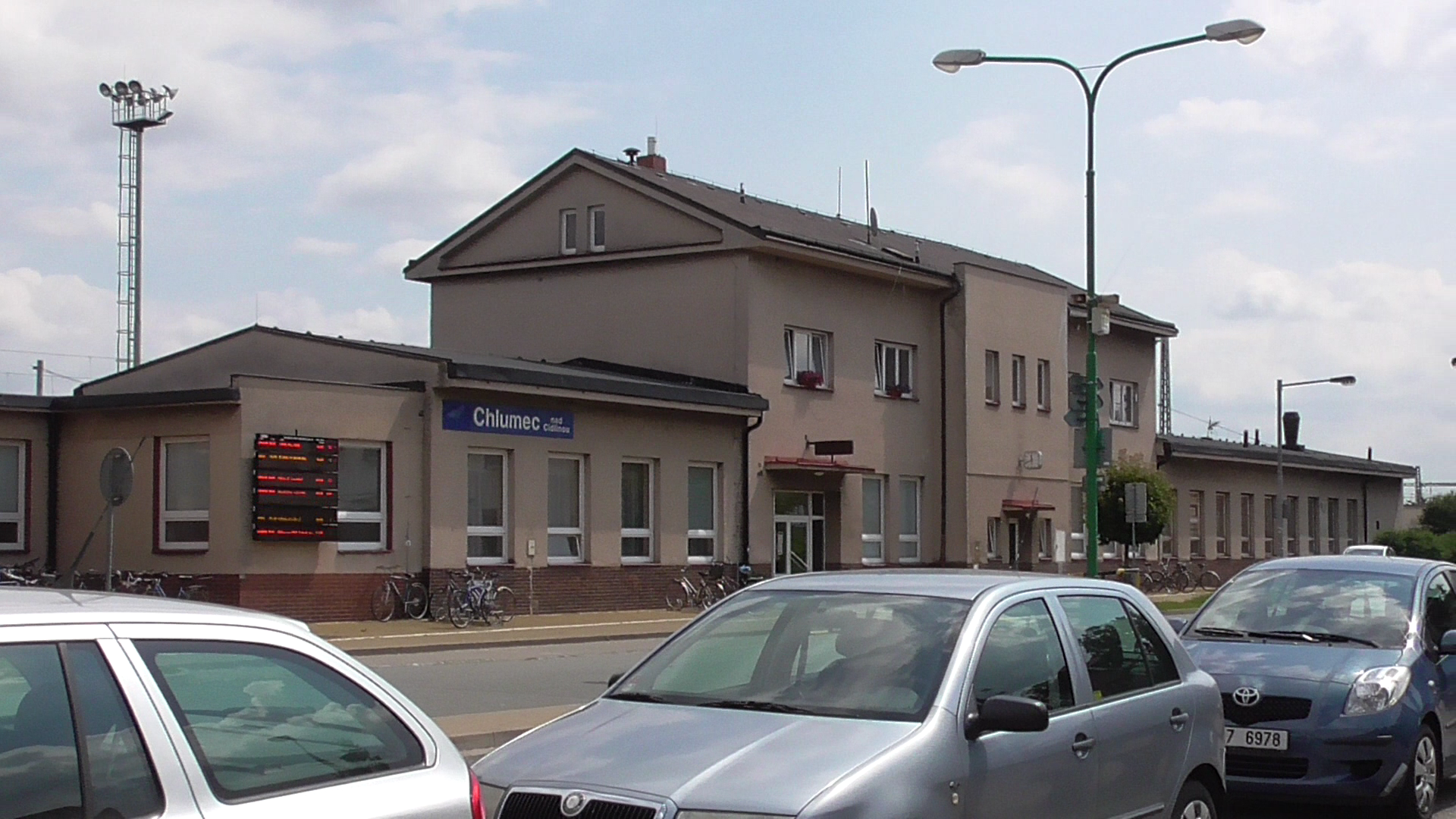
Chlumec nad Cidlinou
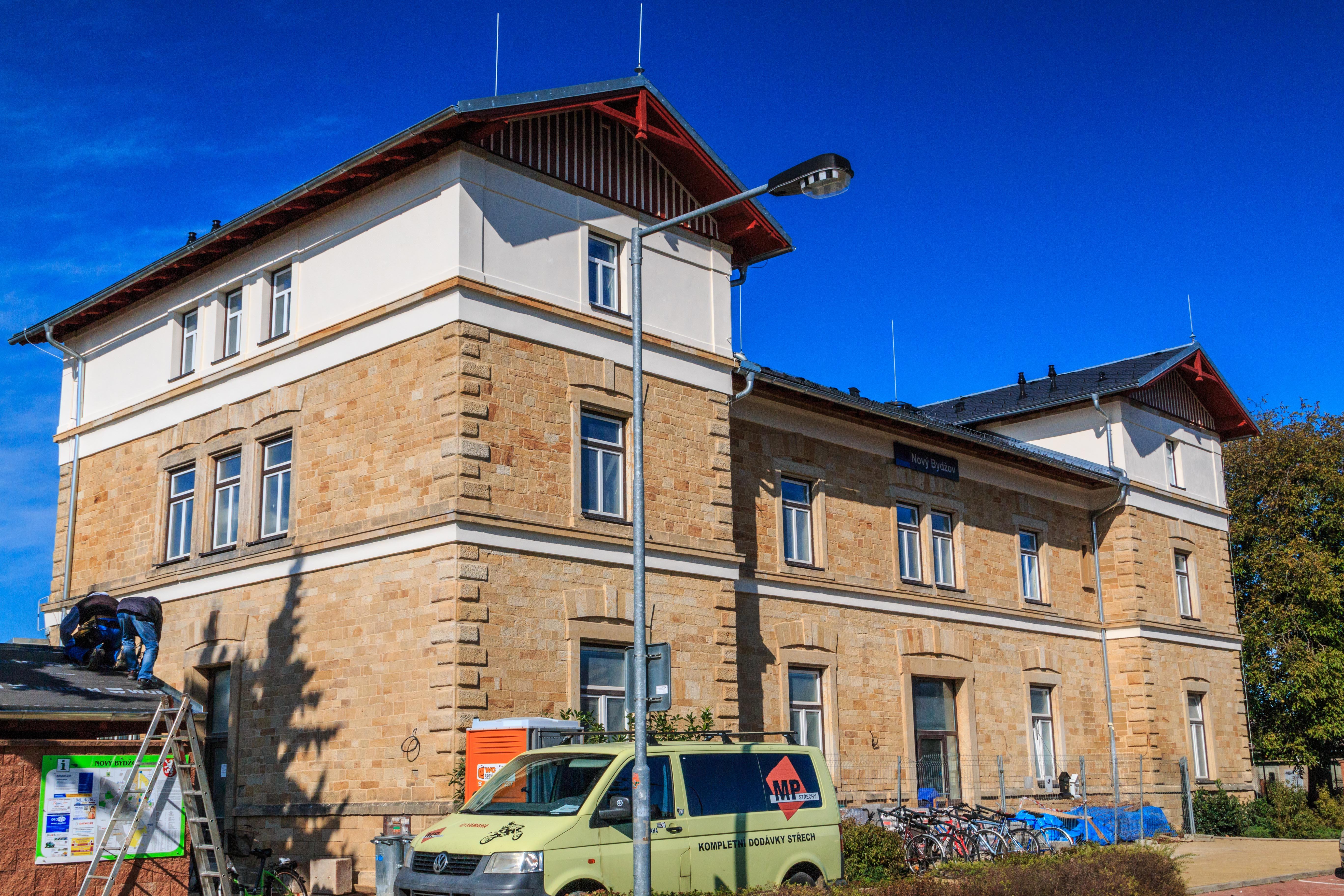
Nový Bydžov
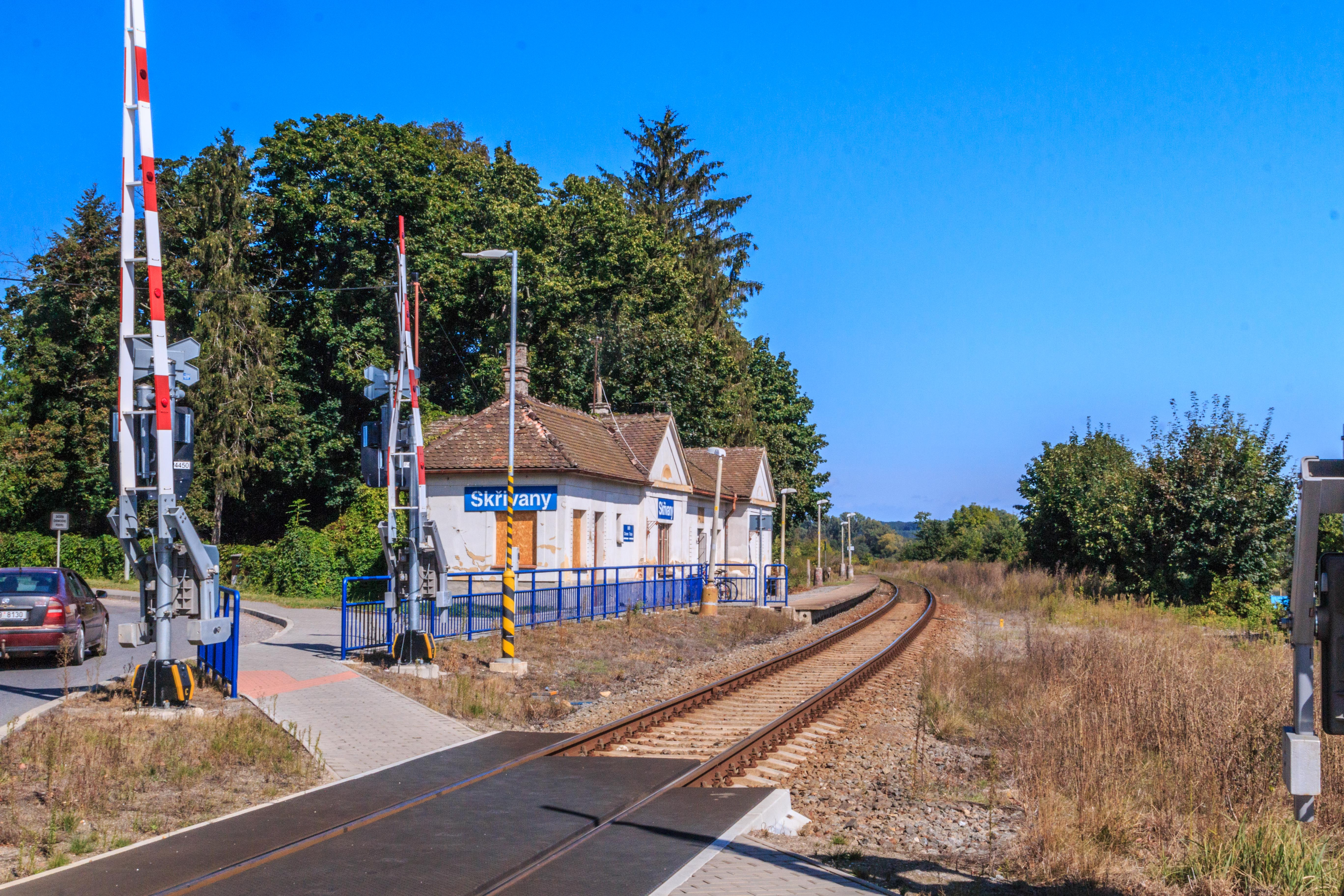
Skřivany
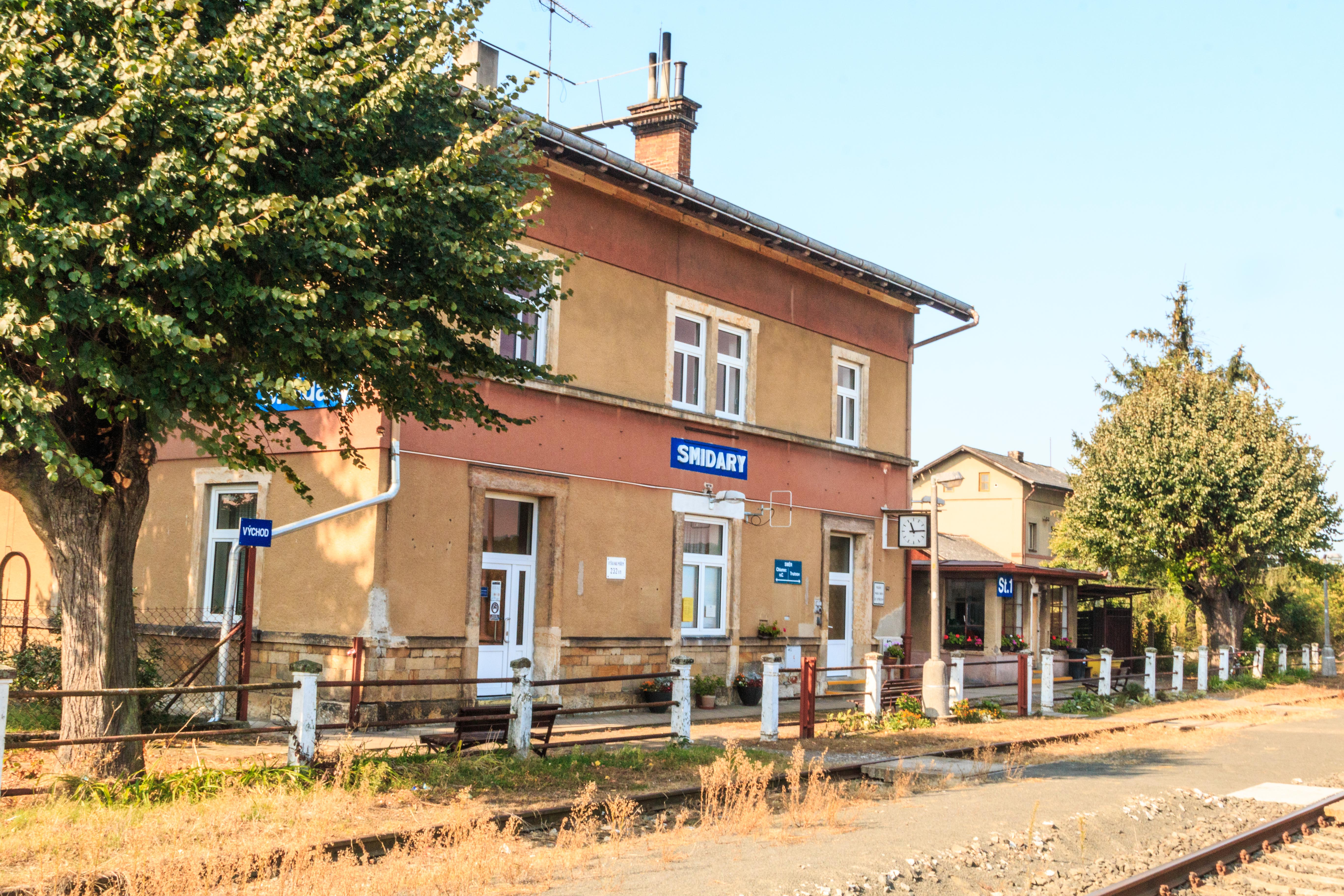
Smidary
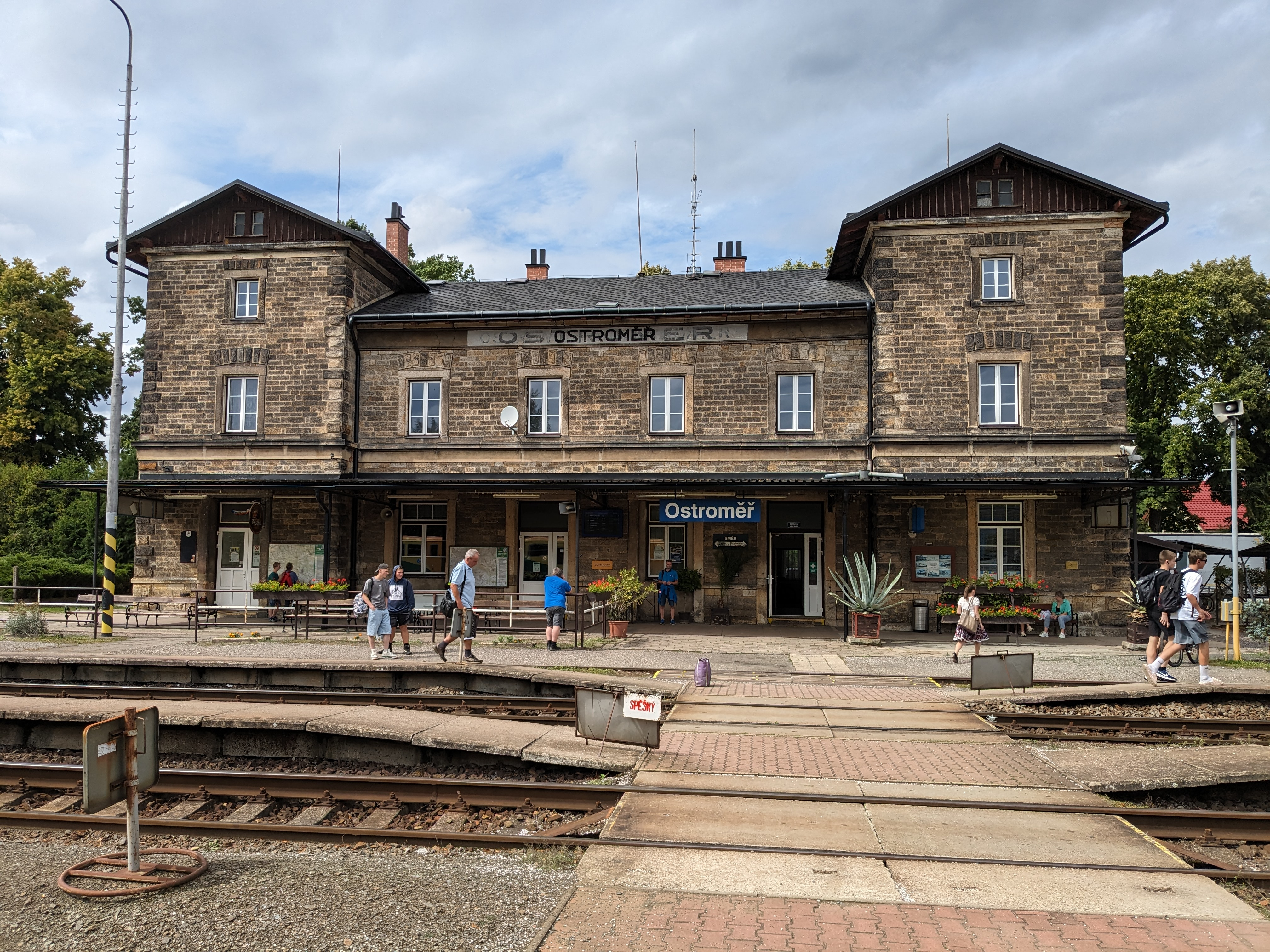
Ostroměř
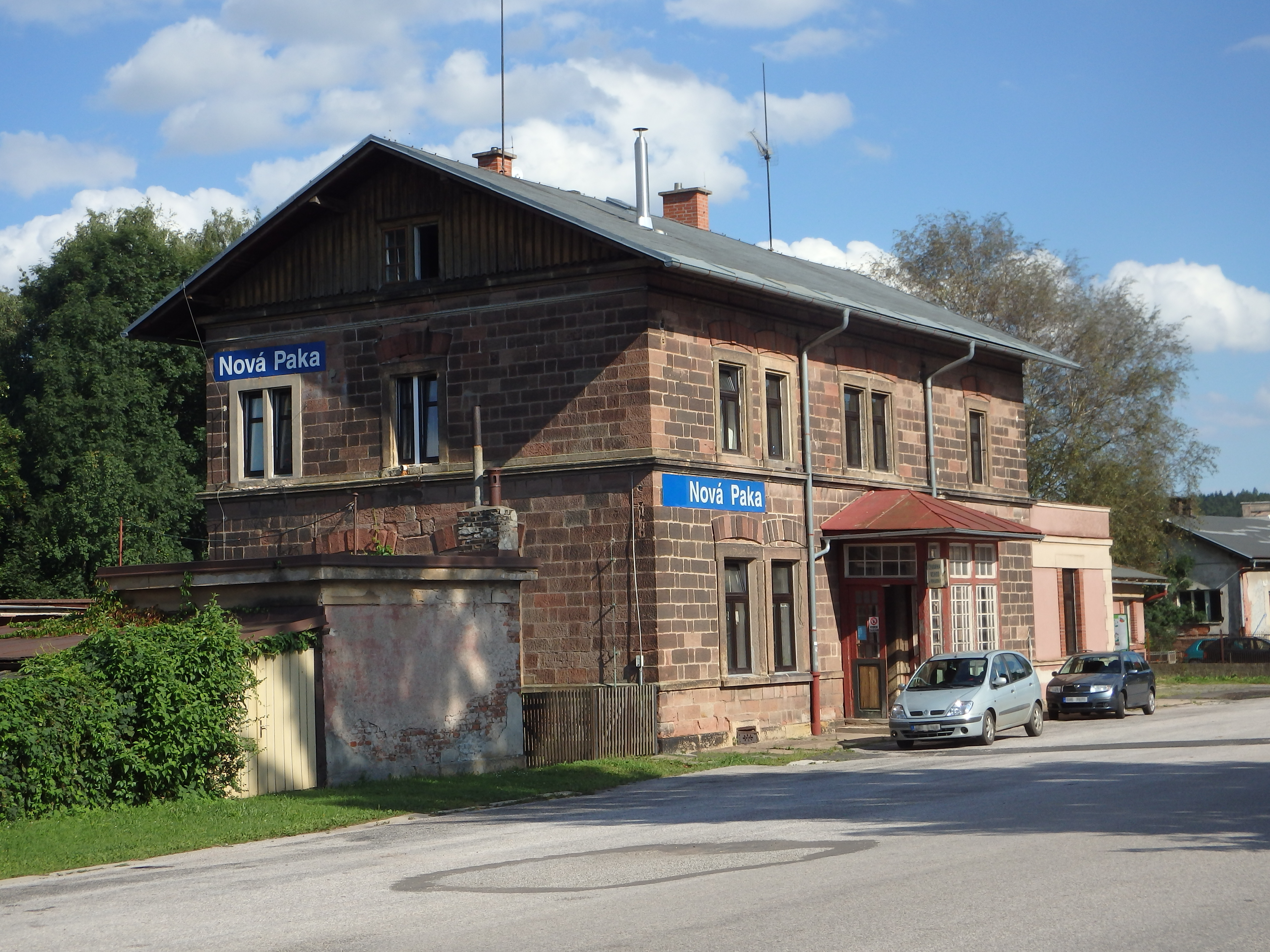
Nová Paka
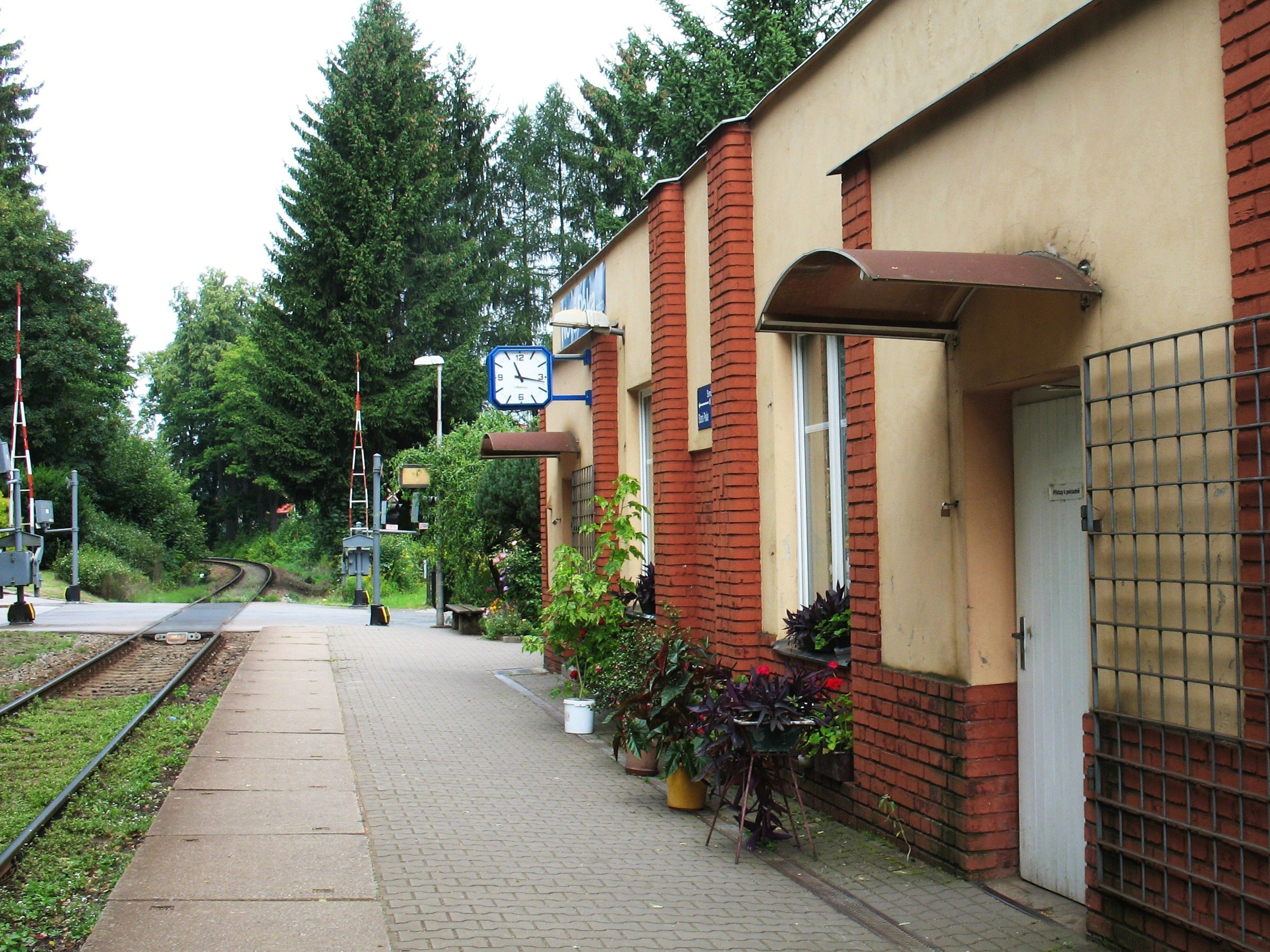
Nová Paka město
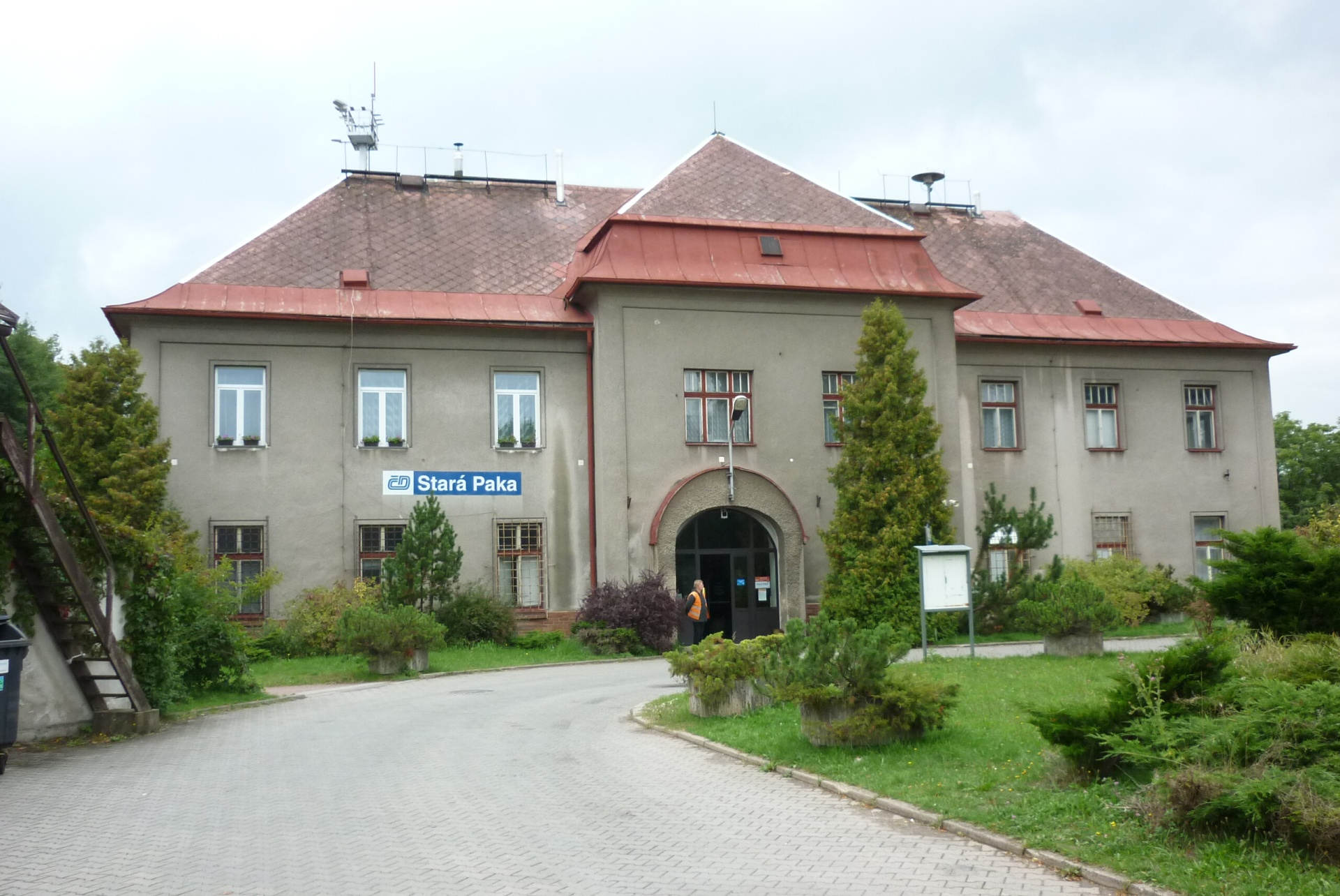
Stará Paka
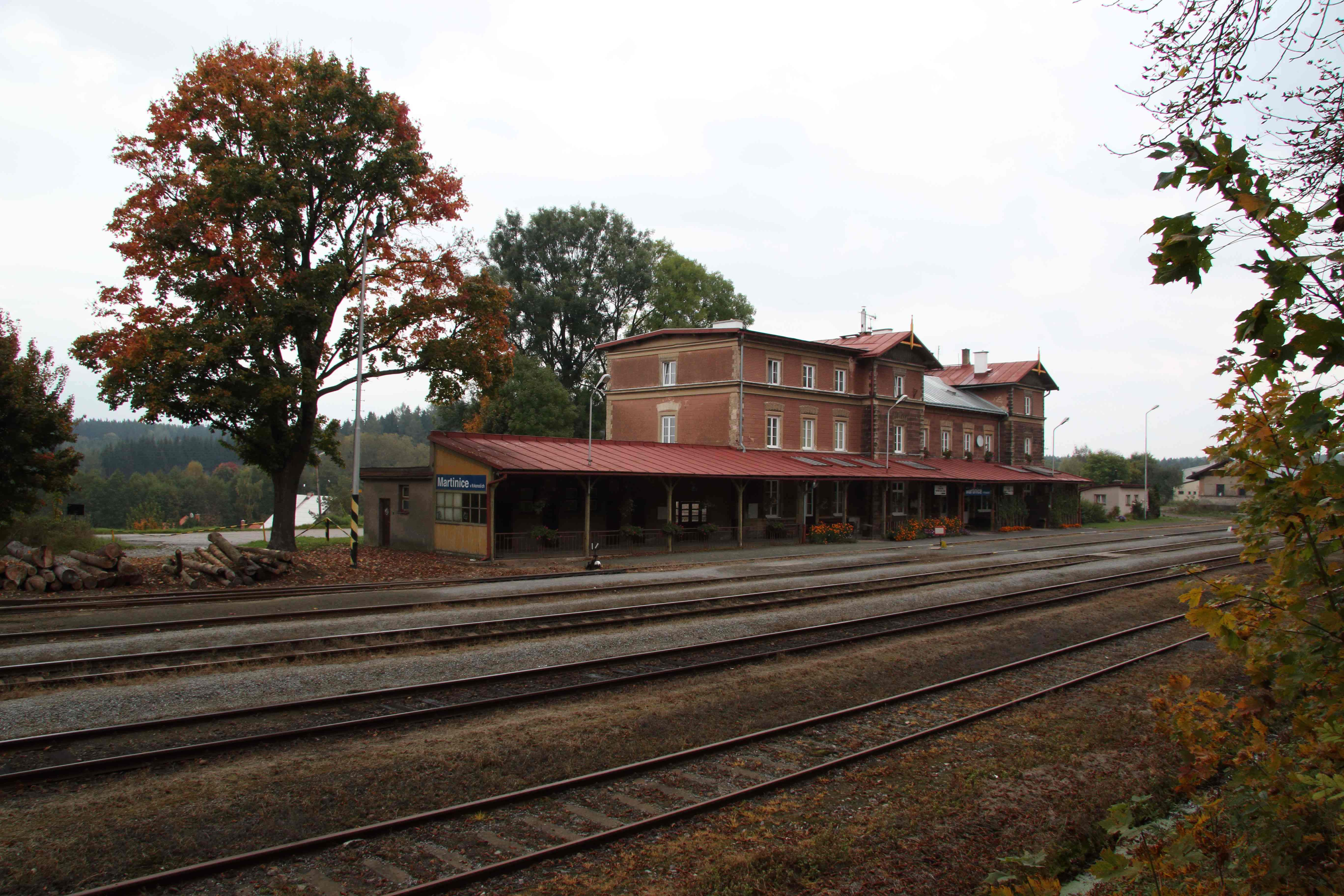
Martinice v Krkonoších
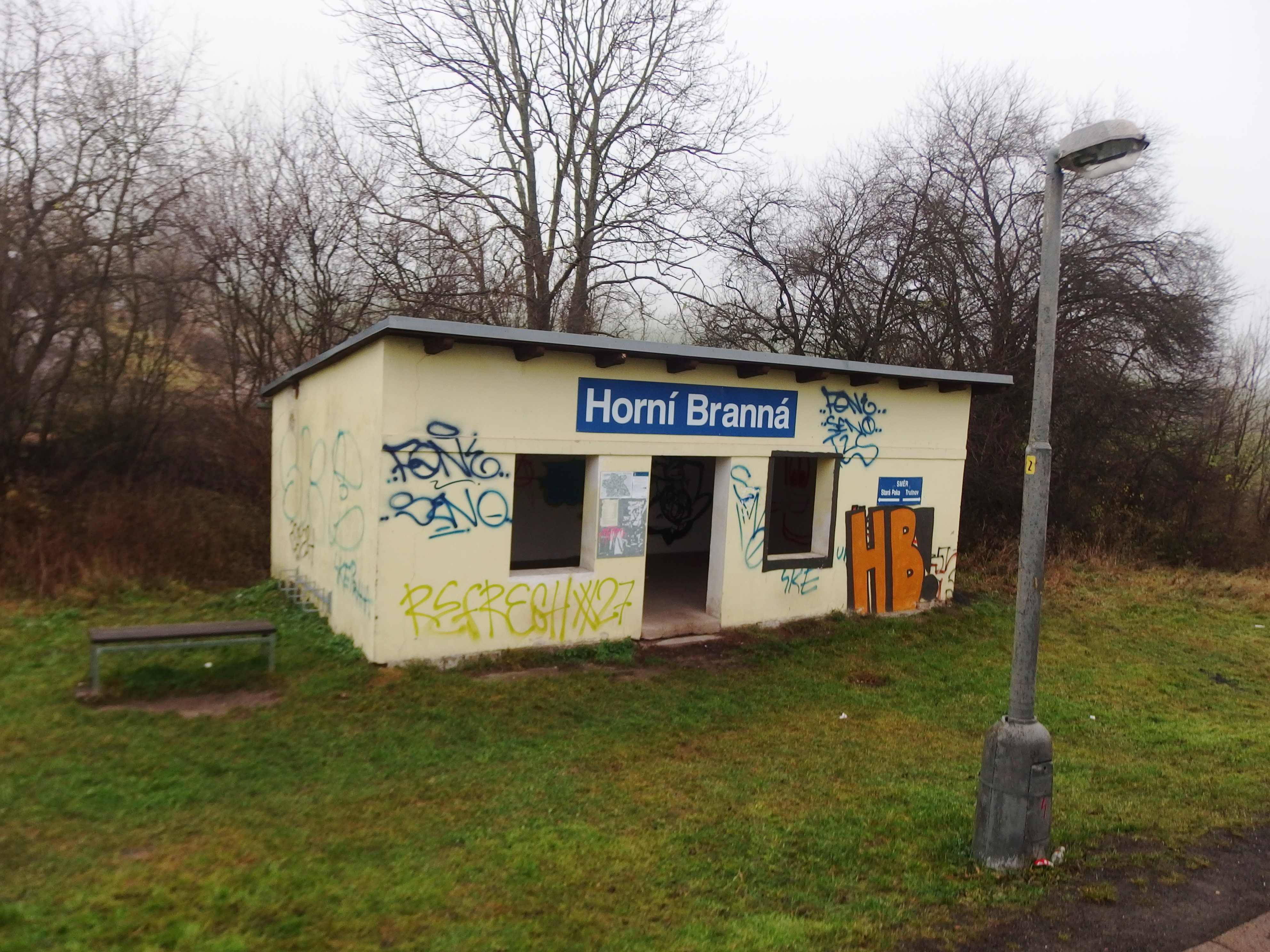
Horní Branná
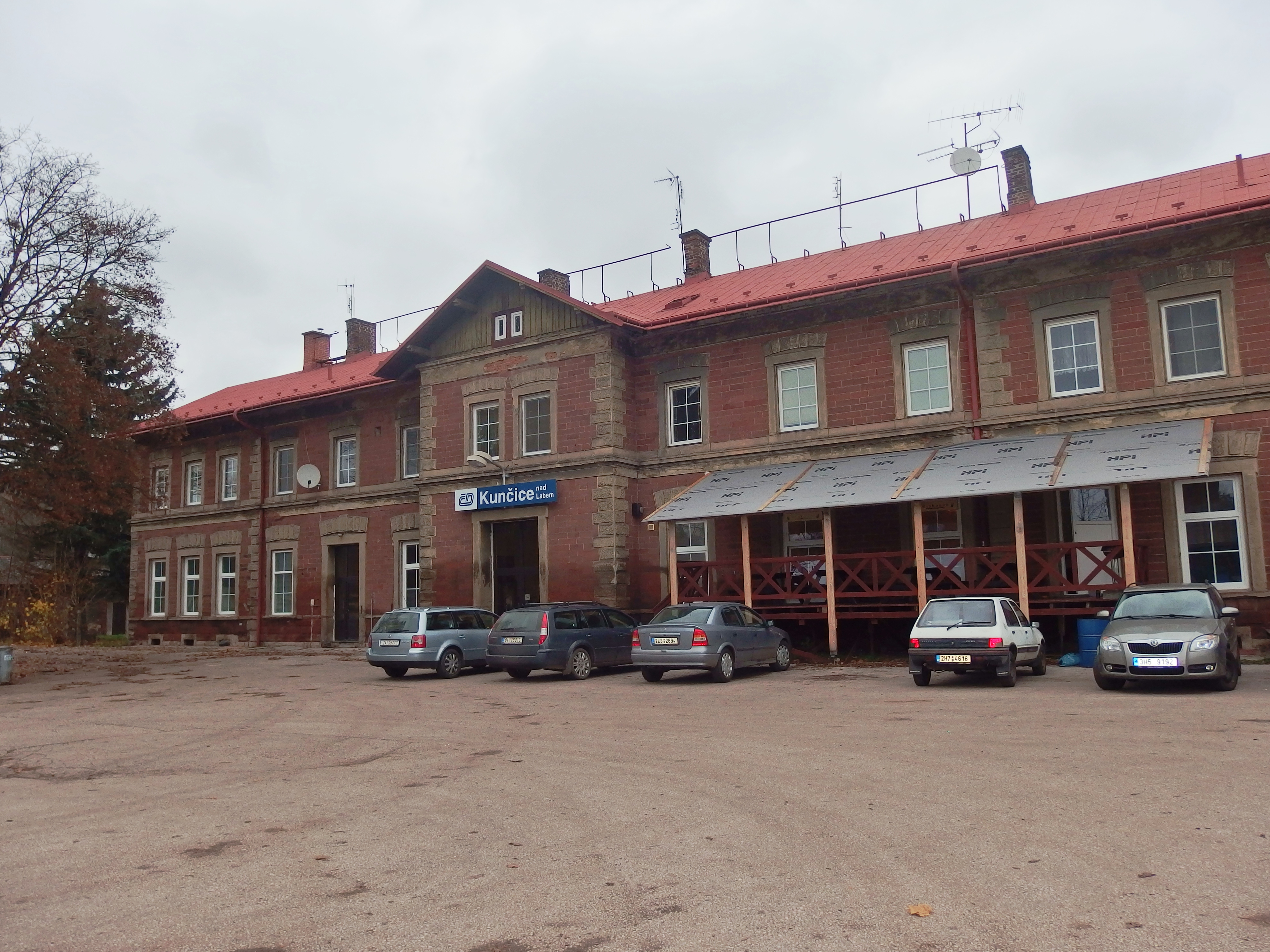
Kunčice nad Labem
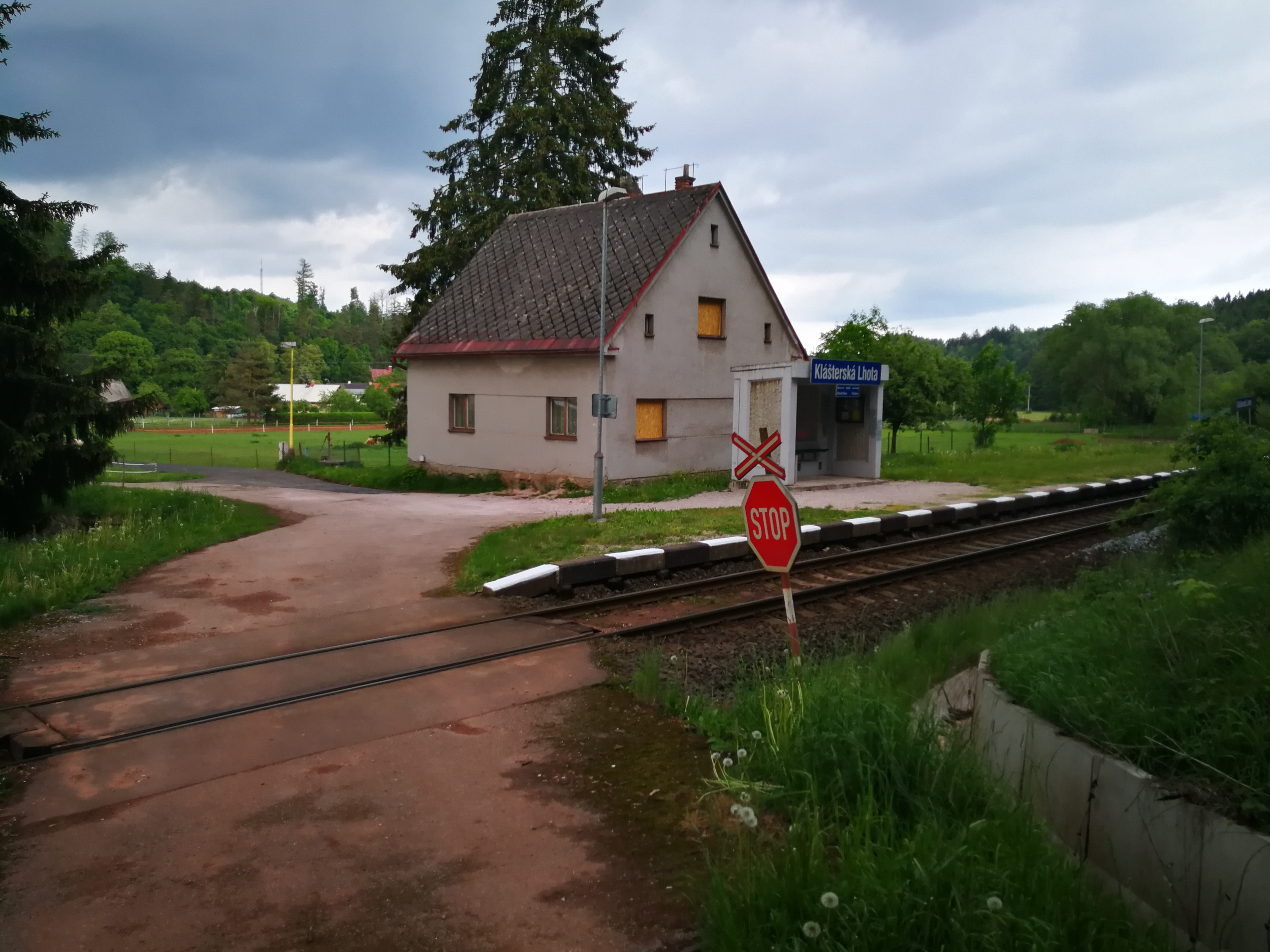
Klášterská Lhota
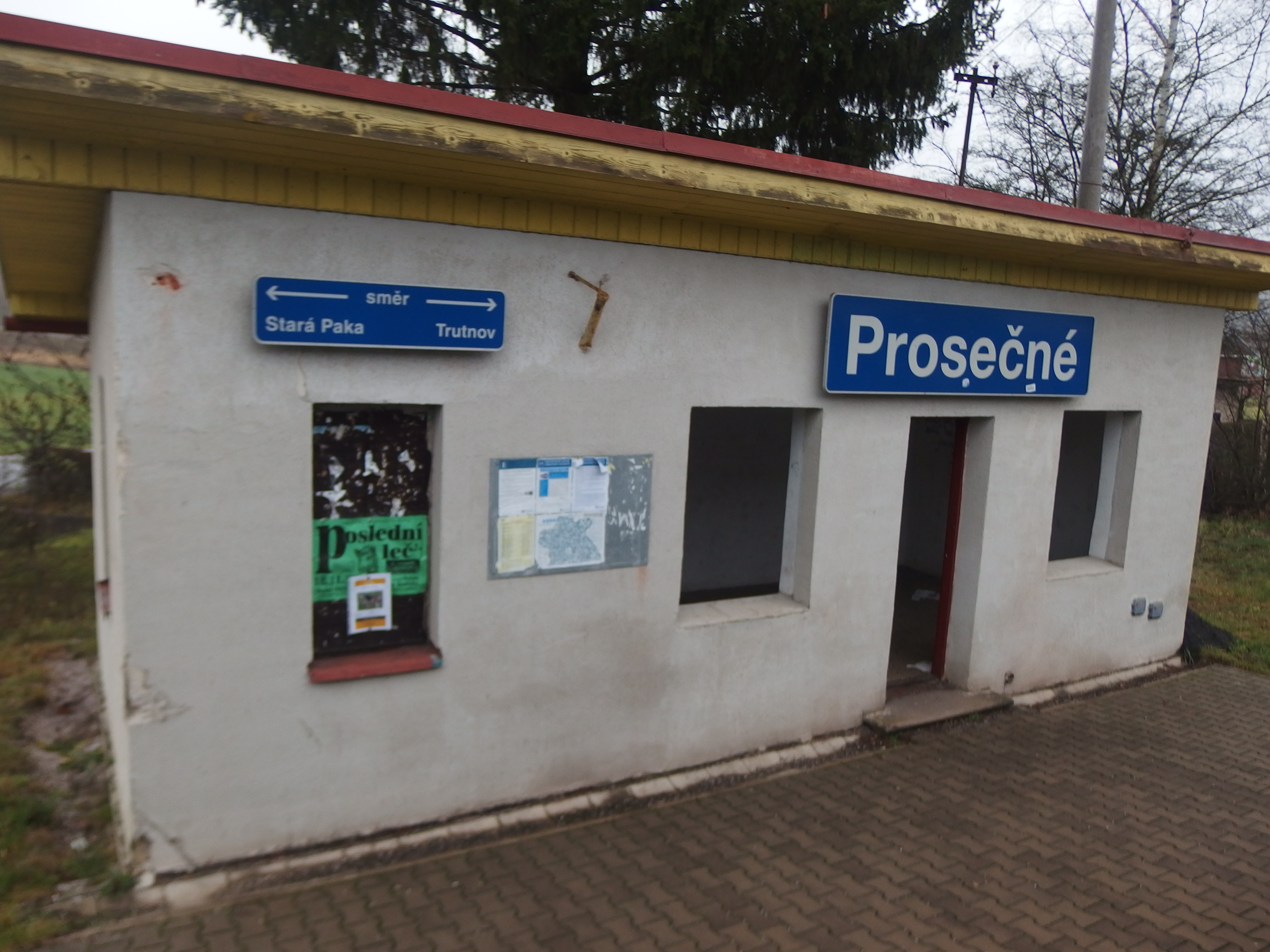
Prosečné
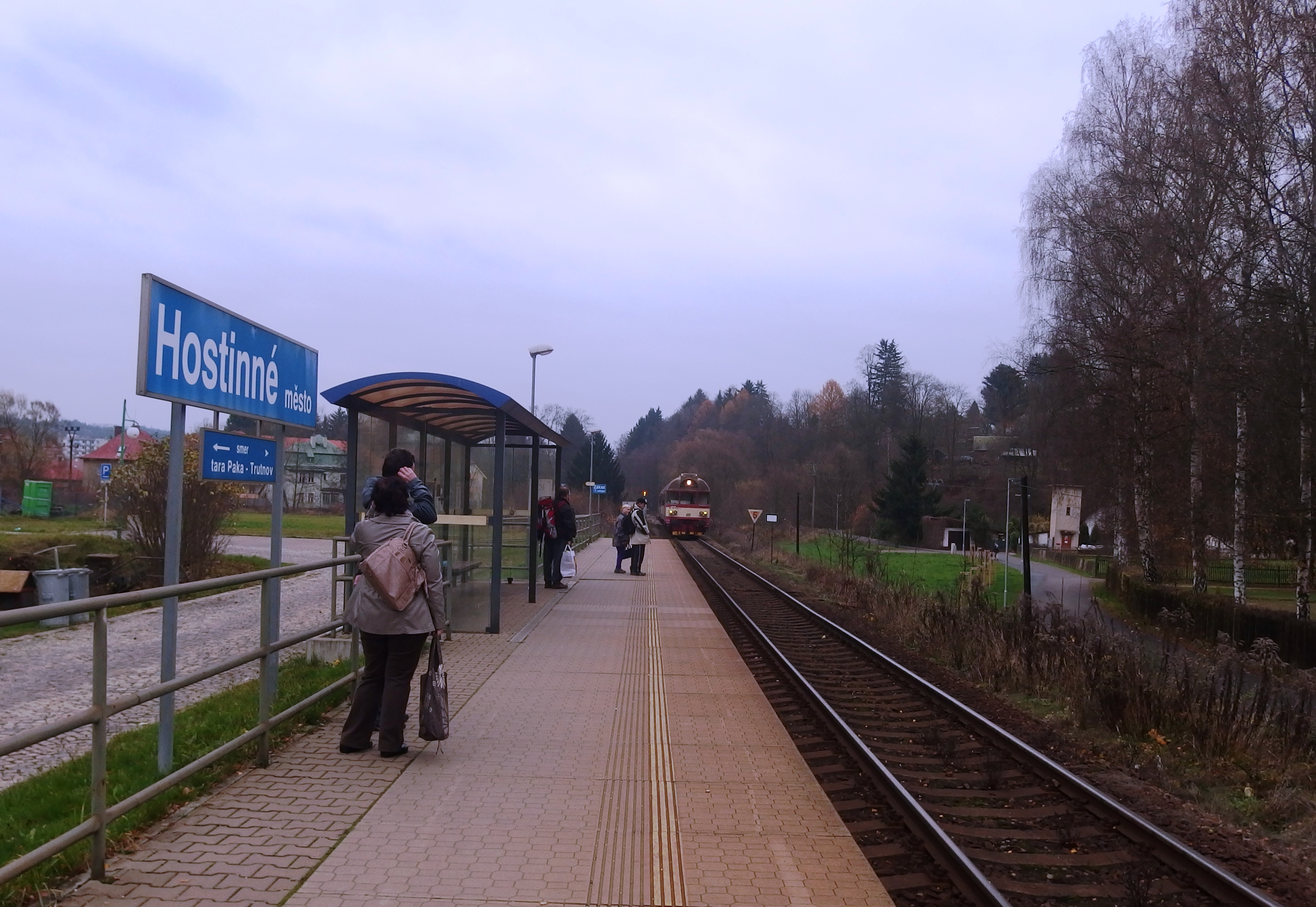
Hostinné město
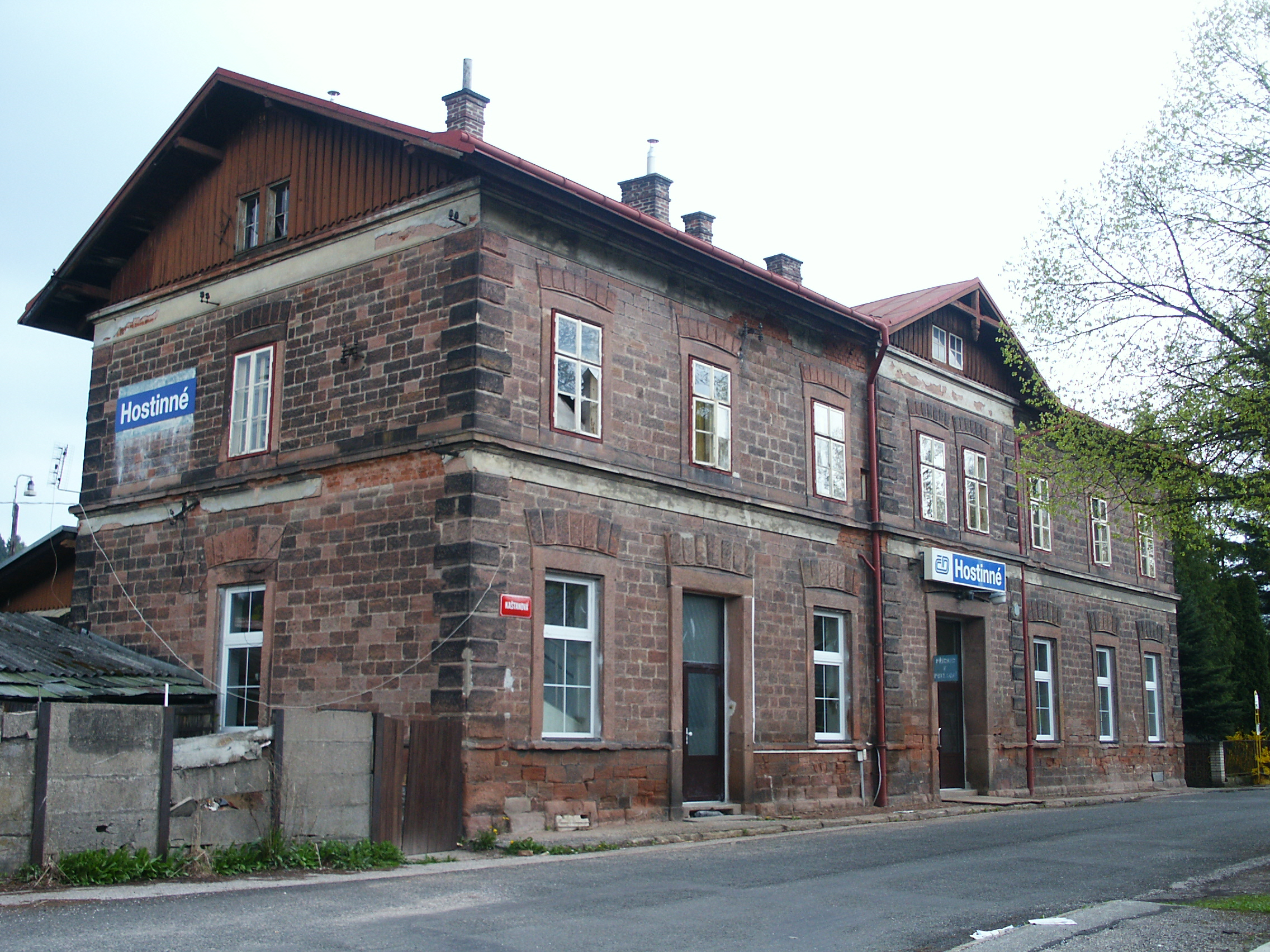
Hostinné
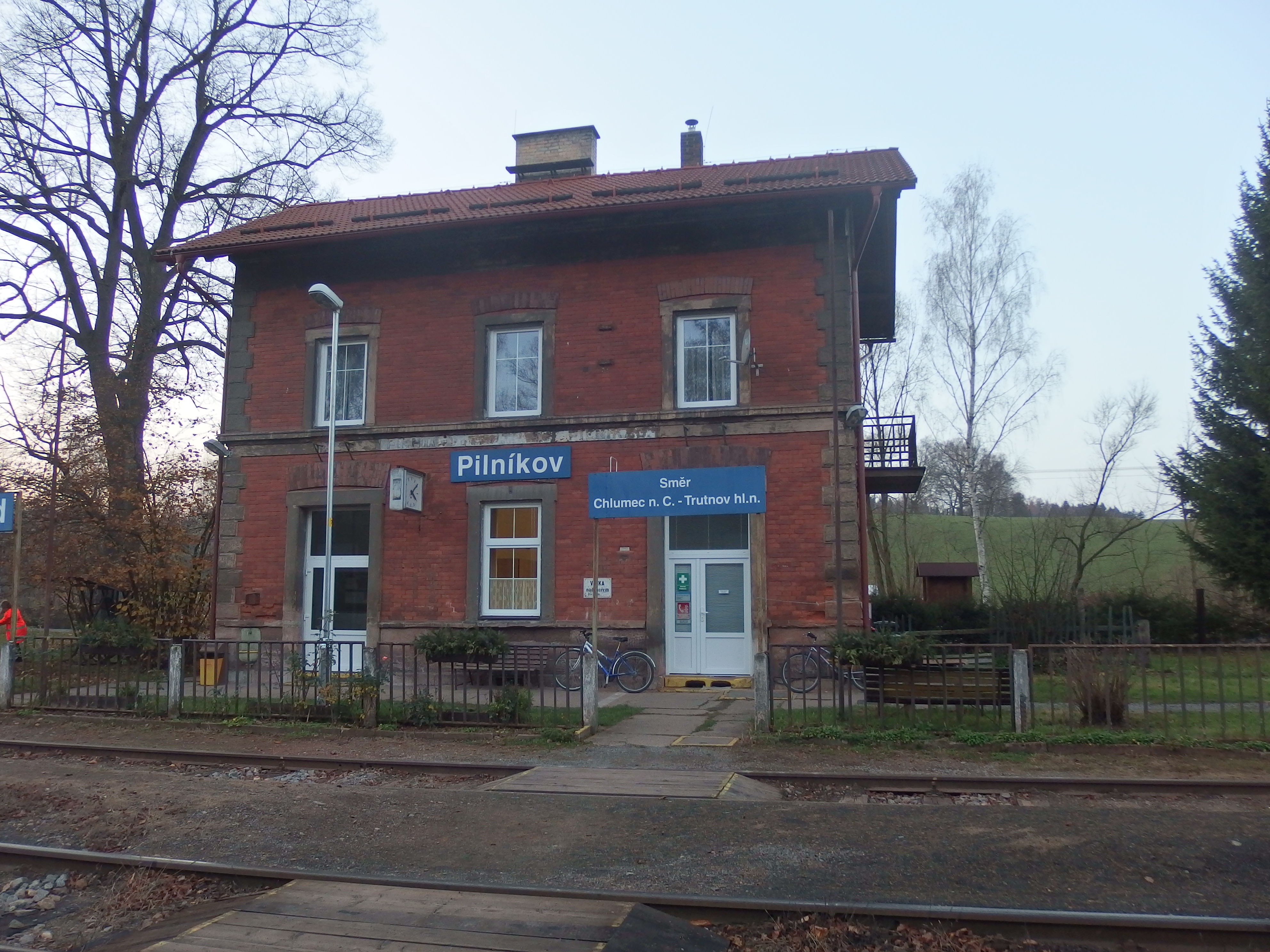
Pilníkov
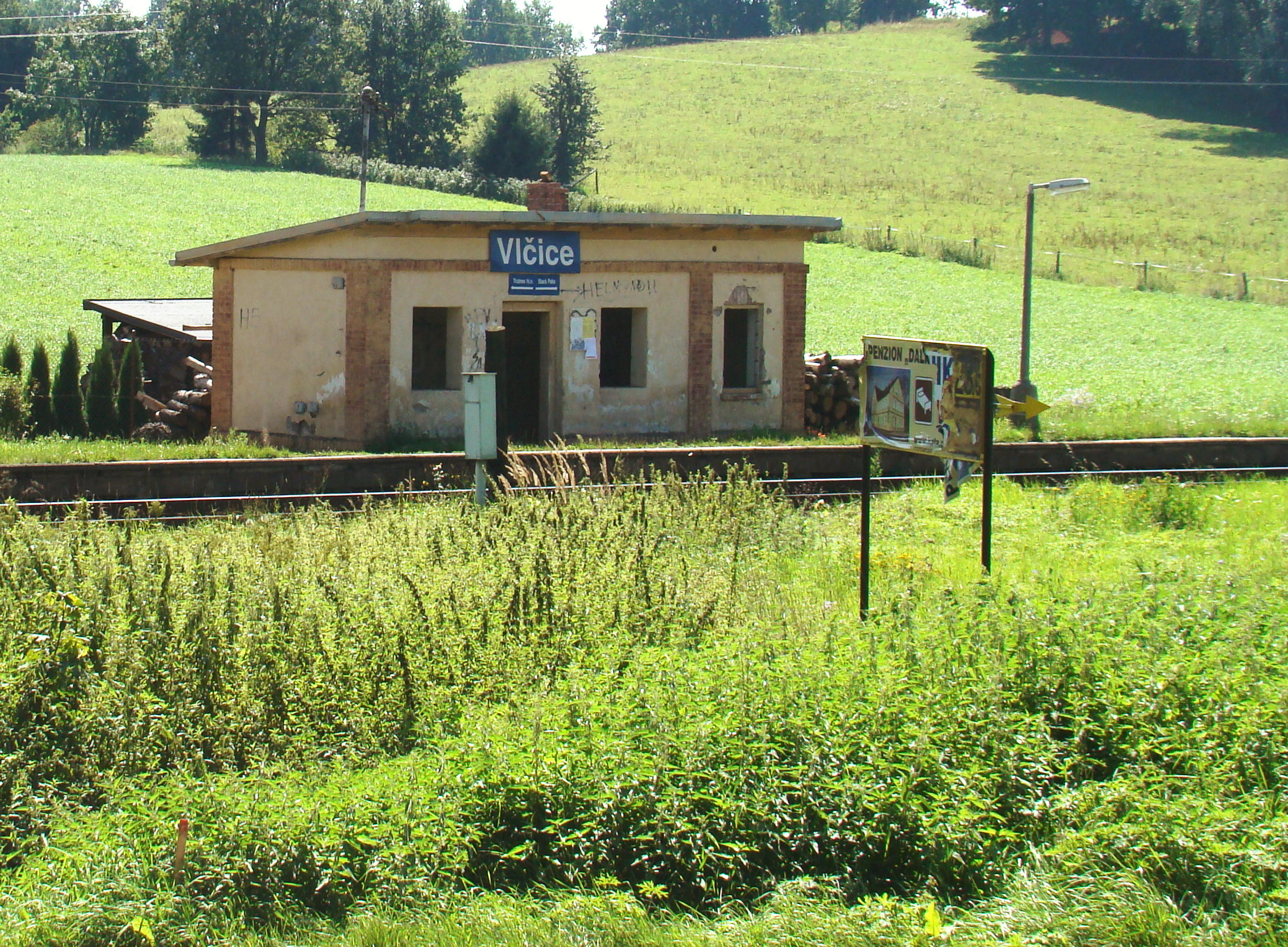
Vlčice
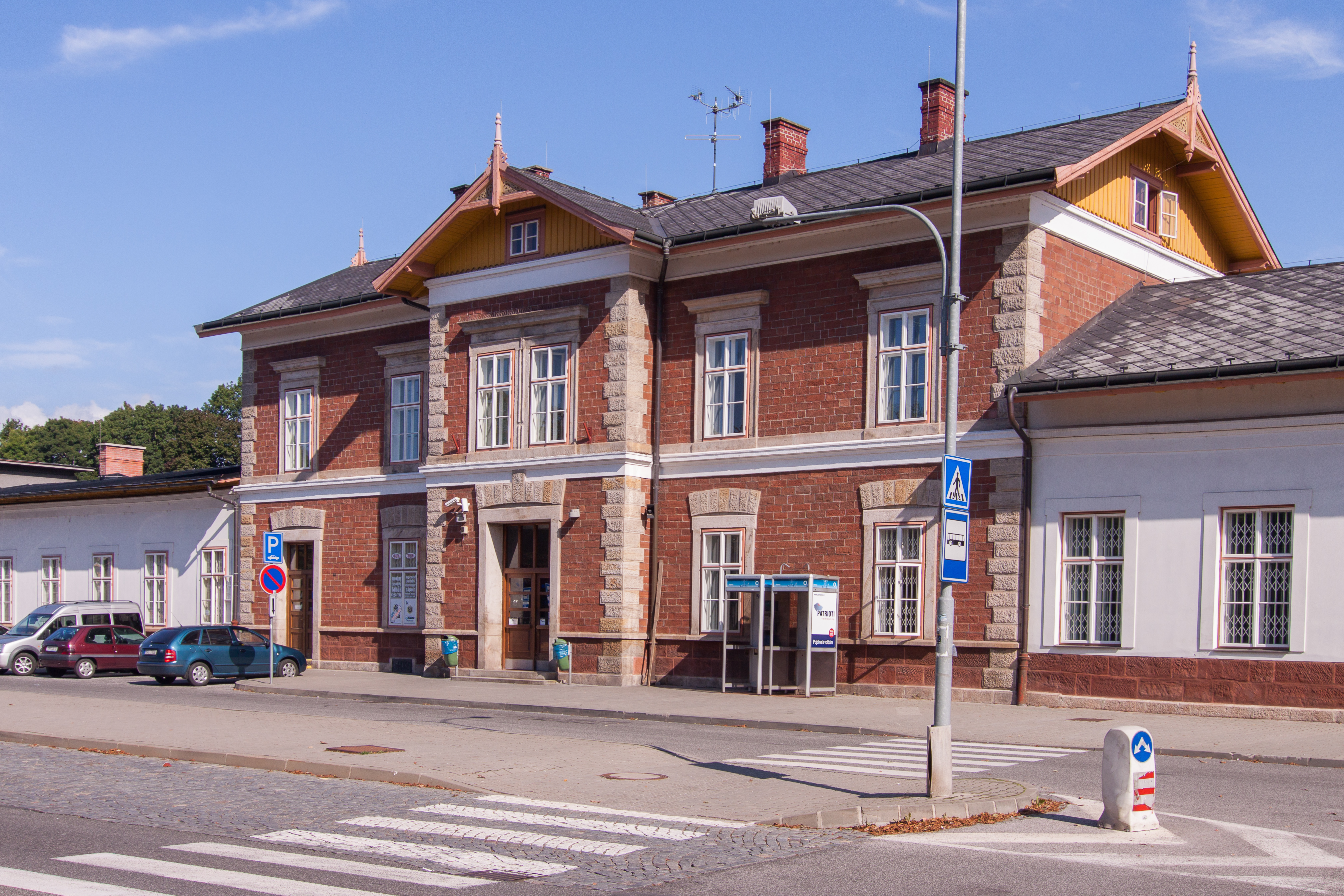
Trutnov hlavní nádraží